# Hold You Tight
Hold You Tight (chinesisch 愈快樂愈墮落 / 愈快乐愈堕落, Pinyin yù kuàilè yù duòluò, Jyutping jyu6 faai3lok6 jyu6 do6lok6, kantonesisch Yue faai lok yue doh lok) ist der siebte Spielfilm des hongkong-chinesischen Regisseurs Stanley Kwan. Es ist der erste Spielfilm Kwans nach seinem Dokumentarfilm Yang & Yin. Gender in Chinese Cinema, an dessen Ende er sich als schwul outet. Hold You Tight stellt eine Wendung in Kwans filmischem Werk dar, da neben Darstellung von Frauenschicksalen, die Kwan in Filmen wie Center Stage perfektionierte, nun Schicksale schwuler Männer in den Vordergrund rücken (Lan Yu).

## Handlung
Die Eröffnungssequenz von Hold You Tight führt den Zuschauer zum Flughafen Hongkongs. Dort warten zwei Frauen, die sich sehr ähnlich sehen (gespielt von der gleichen Schauspielerin) auf ihren Flug nach Taipeh. Eine der beiden, eine frisch geschiedene Geschäftsfrau namens Rosa, kann ihr Flugticket nicht finden und verpasst den Flug, was ihr das Leben retten wird. Die andere Frau, namens Ah Moon will auf eine Geschäftsreise gehen.
Der junge Bademeister Jie, der ein Verhältnis mit Ah Moon hatte, verfolgt nun deren Mann Fung Wai, um mehr über diesen Mann und dessen Beziehung zu Ah Moon zu erfahren. Je länger Jie Fung Wai beobachtet, desto mehr fühlt er sich zu ihm hingezogen. Schließlich flieht Jie vor seinem homoerotischen Begehren nach Taiwan, wo er der Geschäftsfrau Rosa begegnet, die der Zuschauer bereits aus der Eröffnungssequenz kennt. Rosas starke Ähnlichkeit mit der verstorbenen Ah Moon zieht Jie an und er kann sich ihr gegenüber öffnen und ihr vertrauen. Sie überzeugt ihn, dass er nach Hongkong zurückkehren und Fung Wai die Wahrheit sagen müsse.
Am Rande dieser Geschichte steht der schwule Immobilienmakler Tong, der im Ausleben seiner Sexualität mit dem unterschwelligen Begehren Jies stark kontrastiert. Auch Tong fühlt sich zu Fung Wai hingezogen.

## Kritiken
„Das Ausloten der sexuellen Identität mittels Darstellung fünf verschiedener
Lebenswege von Menschen mit unterschiedlicher sexueller Ausrichtung … ein fesselndes Fresko des hetero- und homosexuellen Verlangens.“

„Stanley Kwan entfaltet sein ganzes Können in den Liebesszenen, im Spiel
der Blicke, die den Worten und Handlungen entgegengesetzte Gefühle verraten …“

## Preise
Internationale Filmfestspiele Berlin 1998 (Berlinale)
- Alfred-Bauer-Preis
- Teddy Award – Bester Gay Feature Film

Festival international de films de Fribourg, Schweiz 1999
- Preis der Pestalozzi Kinderdorf-Stiftung

Golden Horse Film Festival, Taiwan 1998
- Golden Horse Award für Eric Tsang als bester Nebendarsteller

Singapore International Film Festival, Singapur 1998
- FIPRESCI Award – Besondere Erwähnung
- Silver Screen Award – Bester Schauspieler[1]